# Песковые озёра (парк)
49°49′24″ с. ш. 23°59′23″ в. д.
Парк «Песковые озёра» (укр. Парк "Піскові озера") — небольшой парк во Львове (Украина).
Расположен на ул. Гординских (бывшая Алтайская) в престижной местности Новый Свет. Общая площадь 5,8 га, площадь водного зеркала — 1,8 га. Основная функция парка — рекреационная, это место отдыха населения микрорайона с населением около 15 тысяч жителей.
Парк был обустроен в 1950-е годы на месте разрушенного ландшафта, бывших карьеров по добыче песка. Озёра образовались из-за просачивания воды на дно песчаной выемки и начали пересыхать в 1990-е годы из-за жилищного строительства вокруг парка. В 1930—1940-х на месте парка была мусорная свалка. В советский период озёра назывались Алтайскими, в ходе переименований начала 1990-х годов были названы Песковыми.
Основу насаждений парка составляют ясень обычный и ясень американский, а также остролистый клён и клён белый. Другие породы деревьев: клен ясенелистый, черемуха обыкновенная, клен серебристый, белая акация,  конский каштан обыкновенный, черешня, сосна, алыча, граб, туя, ель, ива, береза, тополь и лиственница. В подлеске и опушках растут кустарники: бузина чёрная, бирючина, шиповник и боярышник. 
В озёрах водятся несколько десятков уток кряквы, пастушков и камышниц.
В парке есть спортивная и детская площадки.